# جاشري ت.
جاشري ت. هي راقصة وكاتبة سيناريو وممثلة هندية، ولدت في 1953.

## ترشيحات
- جائزة فيلم فير لأفضل ممثلة في دور ثانوي (1975)

## وصلات خارجية
- جاشري ت. على موقع IMDb (الإنجليزية)
- جاشري ت. على موقع قاعدة بيانات الفيلم (الإنجليزية)